# Nyssia incerta
Nyssia incerta är en fjärilsart som beskrevs av Harrison. Nyssia incerta ingår i släktet Nyssia och familjen mätare. Inga underarter finns listade i Catalogue of Life.